# Colom cuabarrat meridional
El colom cuabarrat meridional (Patagioenas albilinea) és una espècie d'ocell de la família dels colúmbids (Columbidae) d'Amèrica Central i l'oest de Sud-amèrica.
Cria als boscos de muntanya, entre 500 – 3.600 m del sud d'Amèrica Central i Amèrica del Sud, a Costa Rica, oest de Panamà (cap a l'est fins l'est de Veraguas), i des de Colòmbia (als Andes, Sierra Nevada de Santa Marta i Sierra de Perijá), nord i sud de Veneçuela (des de Zulia cap al sud fins a Tachirá i cap a l'est fins a Sucre i Monagas. Tepuis de Bolívar i Amazonas), Trinitat i Tobago i adjacent nord-oest del Brasil (Roraima), cap al sud, a través dels Andes de l'Equador, el Perú i centre de Bolívia (La Paz, Cochabamba, oest de Santa Cruz) fins al nord-oest de l'Argentina (Jujuy, Salta, Catamarca, Tucumán).

## Taxonomia
Molts autors consideren que aquesta espècie forma part de Patagioenas fasciata. Modernament alguns autors la consideren una espècie diferent, amb tres subespècies:
- P. a. crissalis (Salvadori, 1893). Costa Rica i Panamà.
- P. a. roraimae (Chapman, 1929). Muntanyes del centre i sud-est de Veneçuela.
- P. a. albilinea (Bonaparte, 1854). Colòmbia, Trinitat, Veneçuela, Equador, Perú, Bolívia i Argentina.